# Caixa de Rotllan
Vous lisez un « article de qualité » labellisé en 2012.
La Caixa de Rotllan (prononcé « cache de Roland ») est un dolmen situé dans la commune d'Arles-sur-Tech, dans le département français des Pyrénées-Orientales en région Occitanie.
Son nom catalan signifie « tombeau de Roland » en francais. En effet, une légende locale affirme que le chevalier Roland a vécu dans le pays du Vallespir et que, après sa mort lors de la Bataille de Roncevaux (778), son corps y a été ramené par son cheval puis inhumé à cet endroit. 
Les dolmens sont effectivement des sépultures, mais ils sont très antérieurs à l'époque carolingienne. Daté de la seconde moitié du IIIe millénaire av. J.-C., ce dolmen est constitué de trois pierres verticales formant un H surmontées d'une dalle, l'ensemble délimitant une chambre de forme rectangulaire. De dimensions moyennes et de plan simple (sans couloir), orienté vers le sud-est, il présente des caractéristiques fréquentes dans les dolmens de ce département. 
Bâtiment remarqué au moins depuis le Moyen Âge, il est classé à l'inventaire des monuments historiques, mais n'a jamais fait l'objet de fouilles.

## Situation et accès
La Caixa de Rotllan est un des cent quarante-huit dolmens recensés dans les Pyrénées-Orientales (y compris ceux qui sont attestés par des sources anciennes mais ont disparu). Ils sont tous situés dans des zones accidentées ou montagneuses, généralement sur un col, une ligne de crête ou une hauteur.

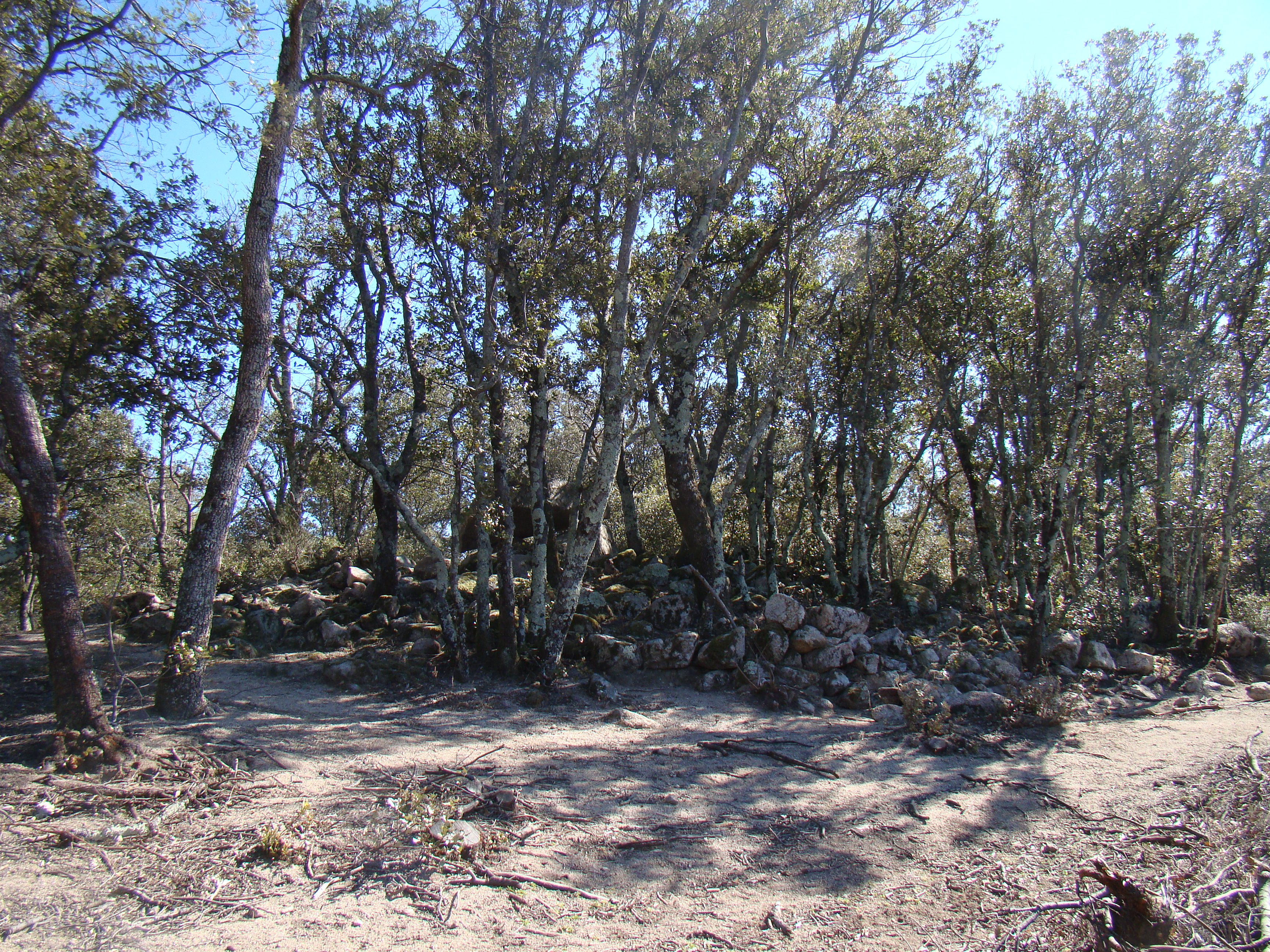
Vue du tumulus. Le dolmen, sur le centre gauche de la photo, est en partie masqué par des arbres.

Ce dolmen est effectivement situé sur une ligne de crête du flanc Sud du massif du Canigou, à 830 m d'altitude au pied d'un chaos de rochers en granite, dans le pays du Vallespir, à la limite des communes d'Arles-sur-Tech et de Montbolo.
Deux chemins permettent d'y accéder à partir du village d'Arles : soit en suivant une piste carrossable serpentant le long de la rivière Bonabosc, qu'il faut quitter pour suivre sur une soixantaine de mètre un petit sentier à travers bois ; soit en empruntant, le long d'une ligne de crête surplombant les vallées du Bonabosc et du Riuferrer, le GR 10 qu'il faut aussi quitter pour un sentier de petite randonnée balisé. Cette partie du GR10 est le début d'un ancien chemin jadis très fréquenté reliant Arles-sur-Tech aux mines de Batère. À pied, le trajet prend environ une heure et demie. La piste parcourant la haute vallée du Bonabosc et qui passe à proximité de la Caixa est appelée « route forestière du dolmen ».
La carte IGN au 1⁄25000e le signale d'une étoile, ce qui indique une « curiosité ».
| Localisation de la zone Arles-sur-Tech dans les Pyrénées-Orientales |

| Localisation de la zone Arles-sur-Tech en France |

| Localisation de la zone Arles-sur-Tech dans les Pyrénées-Orientales |

| Localisation de la zone Arles-sur-Tech en France |

## Description

Plan et orientation du dolmen.

La Caixa de Rotllan est, comme la plupart des dolmens du Roussillon, de plan simple, c'est-à-dire sans couloir, ce qui le rattache à d'autres dolmens de la période du chalcolithique et du début de l'âge du bronze, soit la seconde moitié du IIIe millénaire av. J.-C..
Malgré ses dimensions assez modestes, il a une allure imposant du fait de l'épaisseur des pierres qui le constituent. En très bon état, il est fait de trois dalles verticales surmontées d'une quatrième, formant une chambre grossièrement rectangulaire orientée nord-nord-ouest/sud-sud-est, dont l'ouverture se trouve dans la direction sud-sud-est, comme la majorité des dolmens du département. Cette orientation suit celle de la ligne de crête sur laquelle il se trouve. Le dolmen est entouré d'un tumulus d'environ dix mètres de diamètre, grossièrement circulaire,. Le matériau utilisé est du granite trouvé sur place.

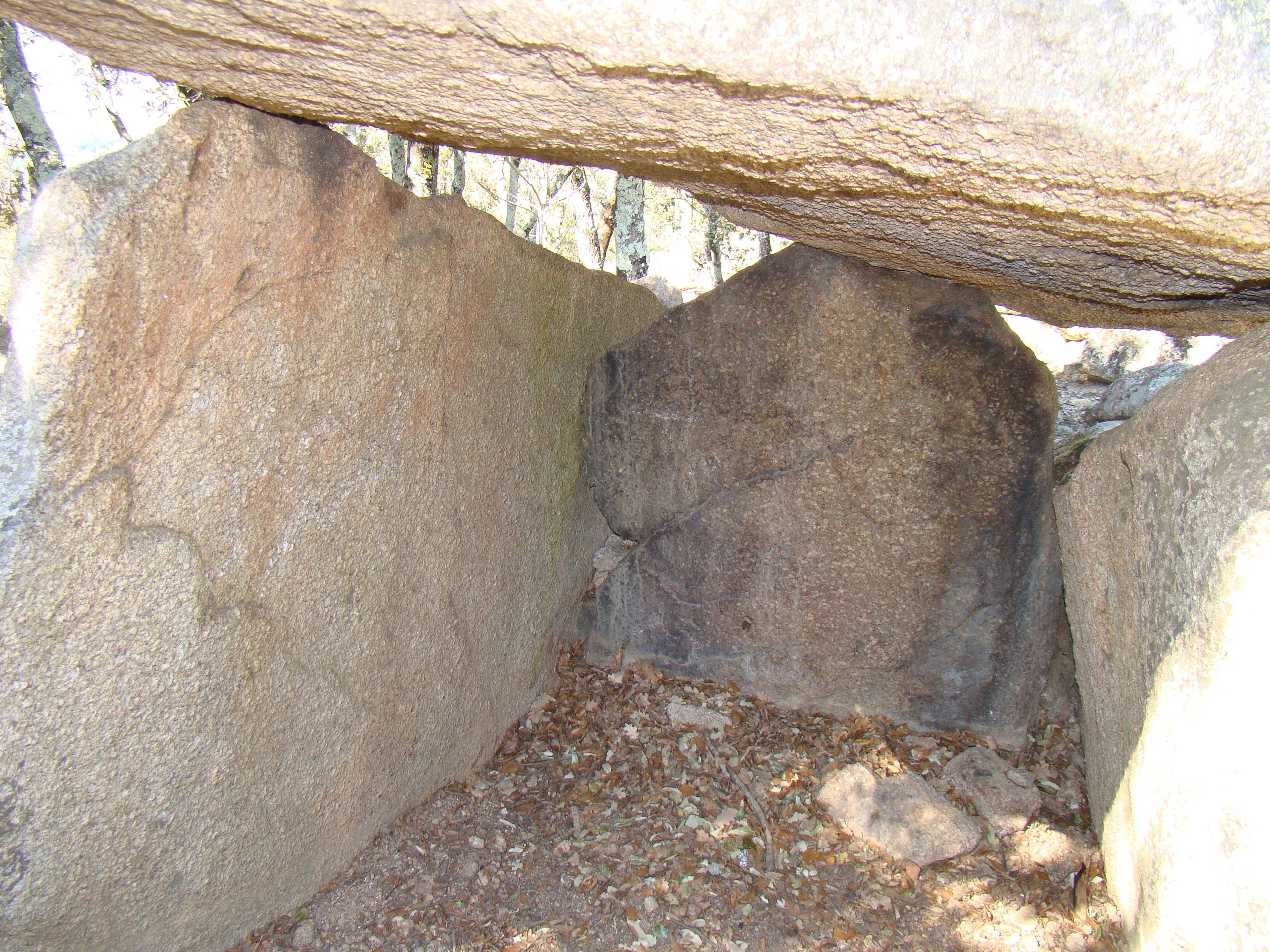
La chambre dolménique.
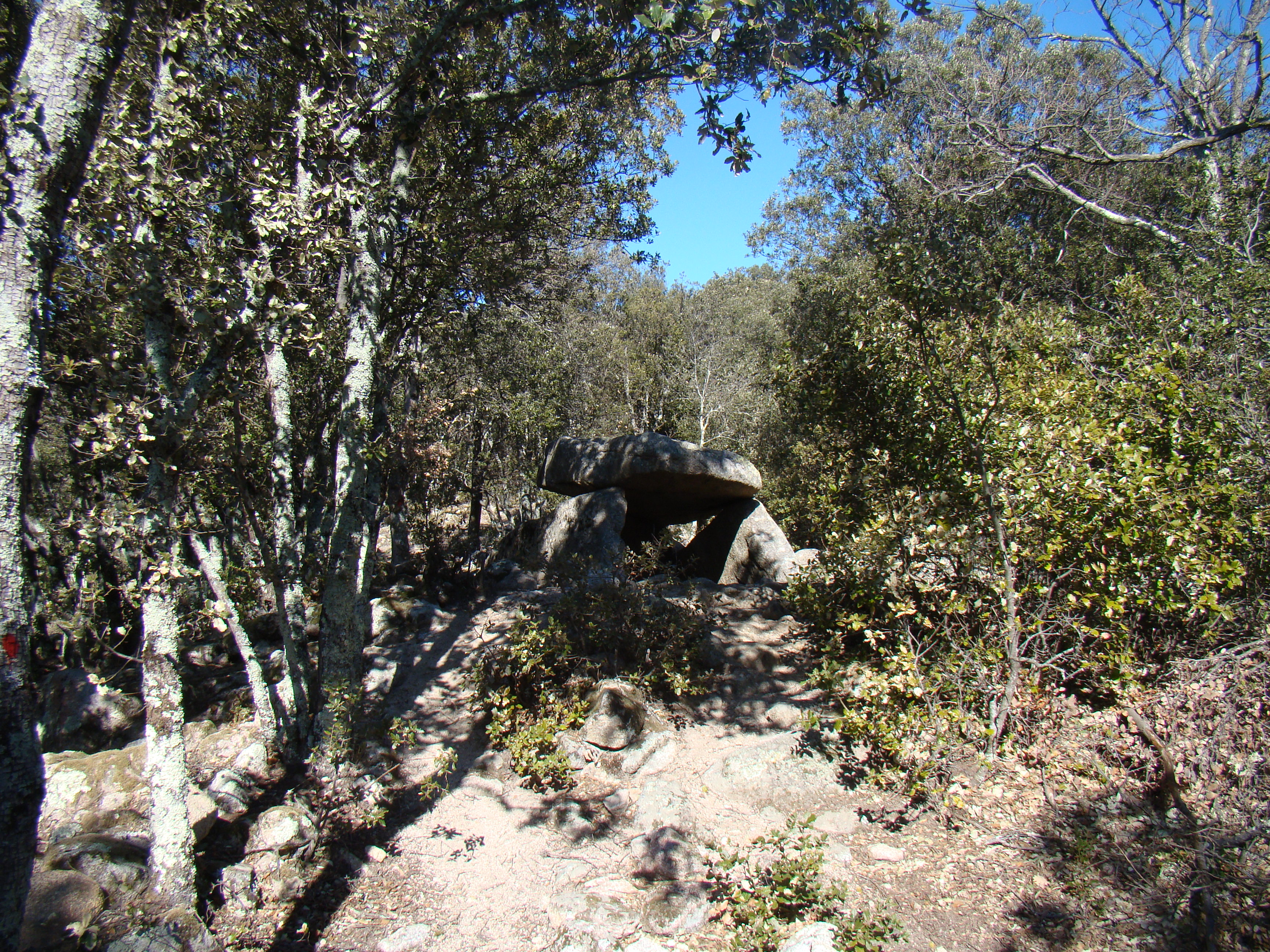
Le dolmen dans son environnement, depuis le sud.
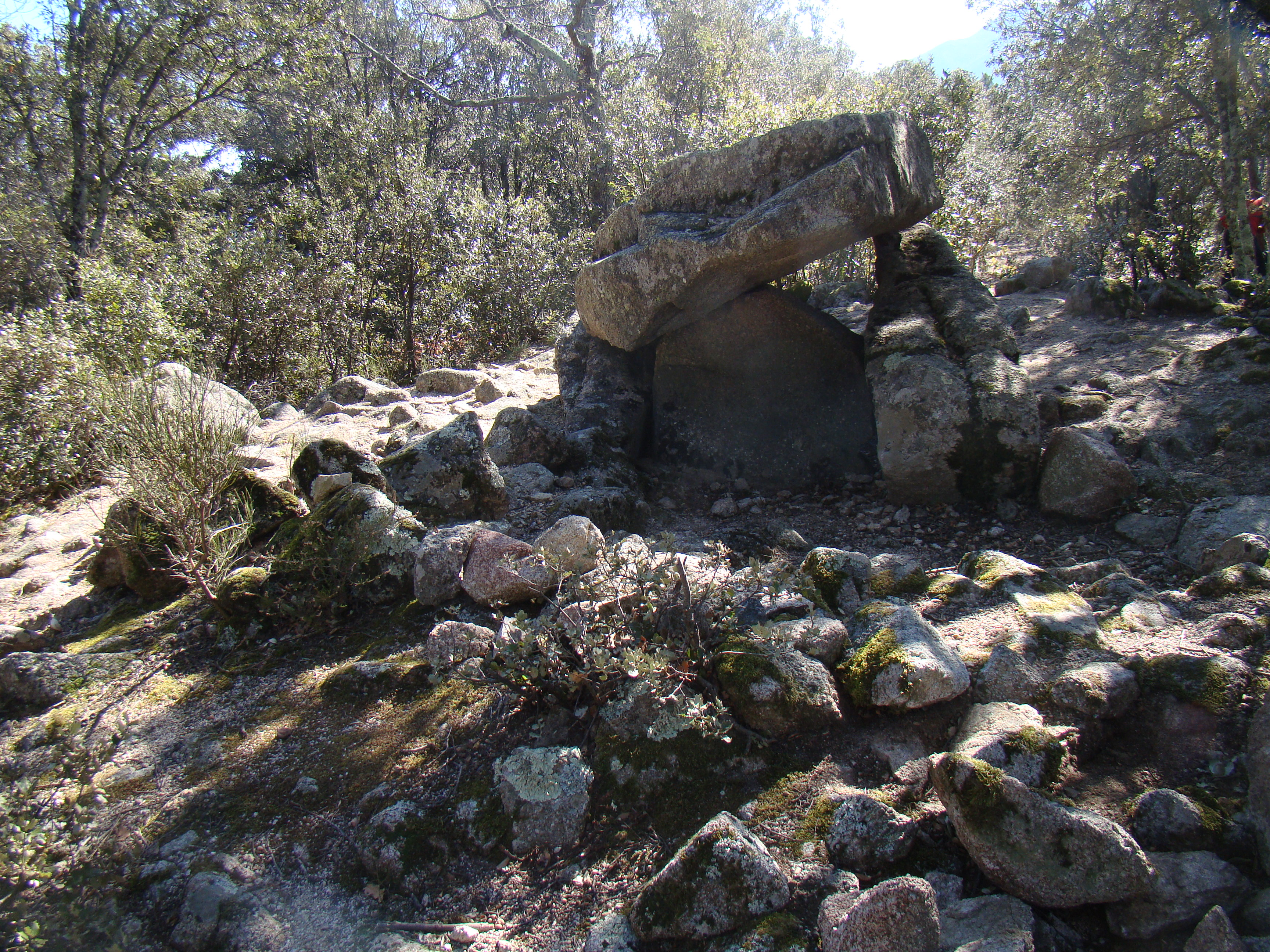
Le dolmen depuis le nord, on aperçoit les roches constituant le tumulus au premier plan.

Les montants latéraux sont deux blocs d'épaisseur irrégulière (entre 20 et 57 cm) de 2,40 m de long et de 1,30 m de hauteur hors-sol. La dalle du fond (appelée « dalle de chevet ») mesure 1,20 m de haut, 1,25 m de large et 20 cm d'épaisseur moyenne. La dalle de couverture mesure 2,60 m de long pour 1,50 m de large et son épaisseur varie de 20 cm à 45 cm. L'irrégularité des dalles de soutien ne lui apporte que trois points d'appui. L'ensemble délimite une chambre rectangulaire de 2 m sur 1,30 m environ. Cet ensemble aboutit à un plan en forme de H, la dalle de chevet étant encadrée par les dalles latérales. Ce plan, suivi par la plupart des dolmens du département, suggère que la dalle de chevet a été placée la première, les dalles latérales ensuite.

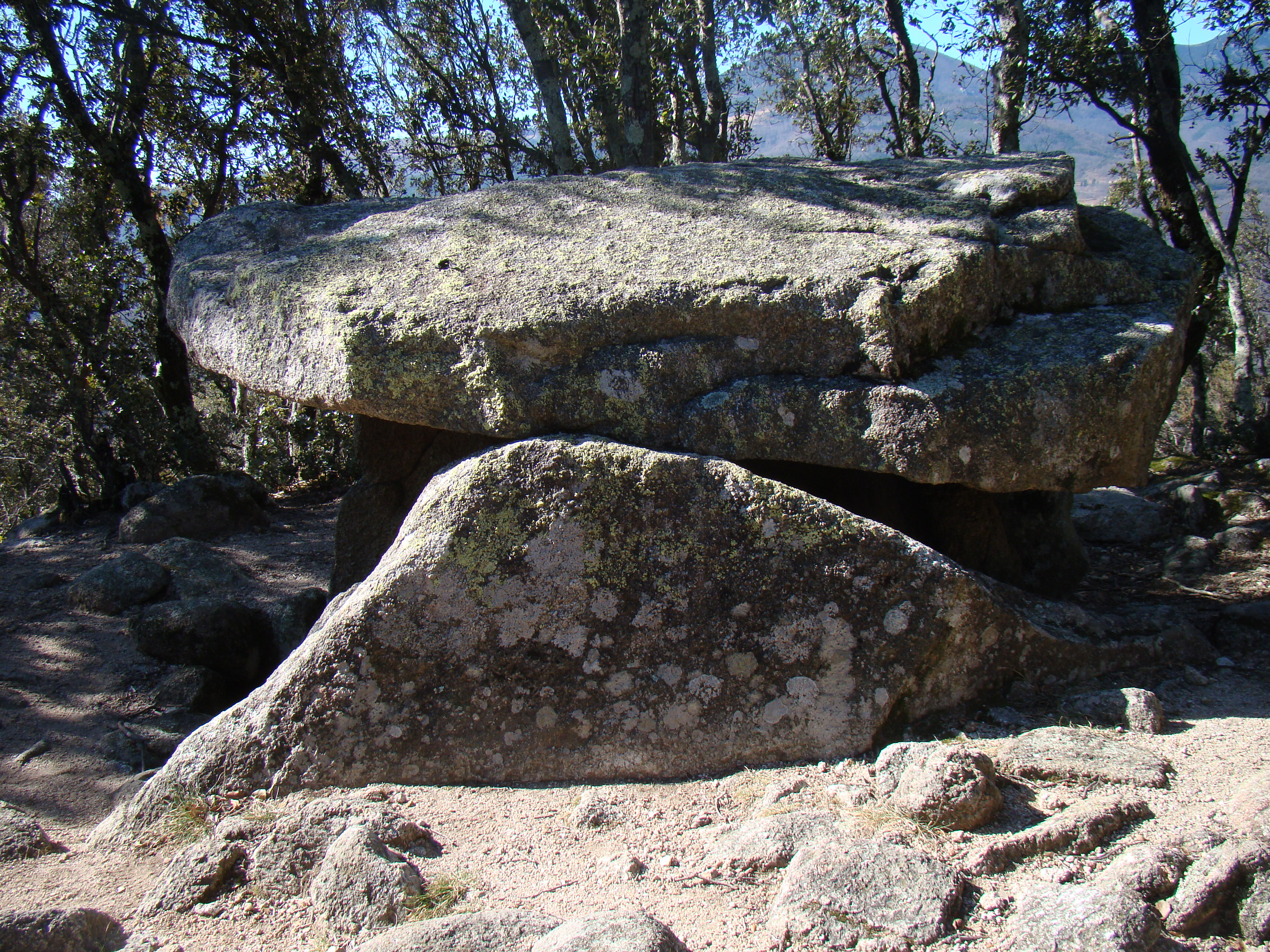
La dalle latérale du nord-est.
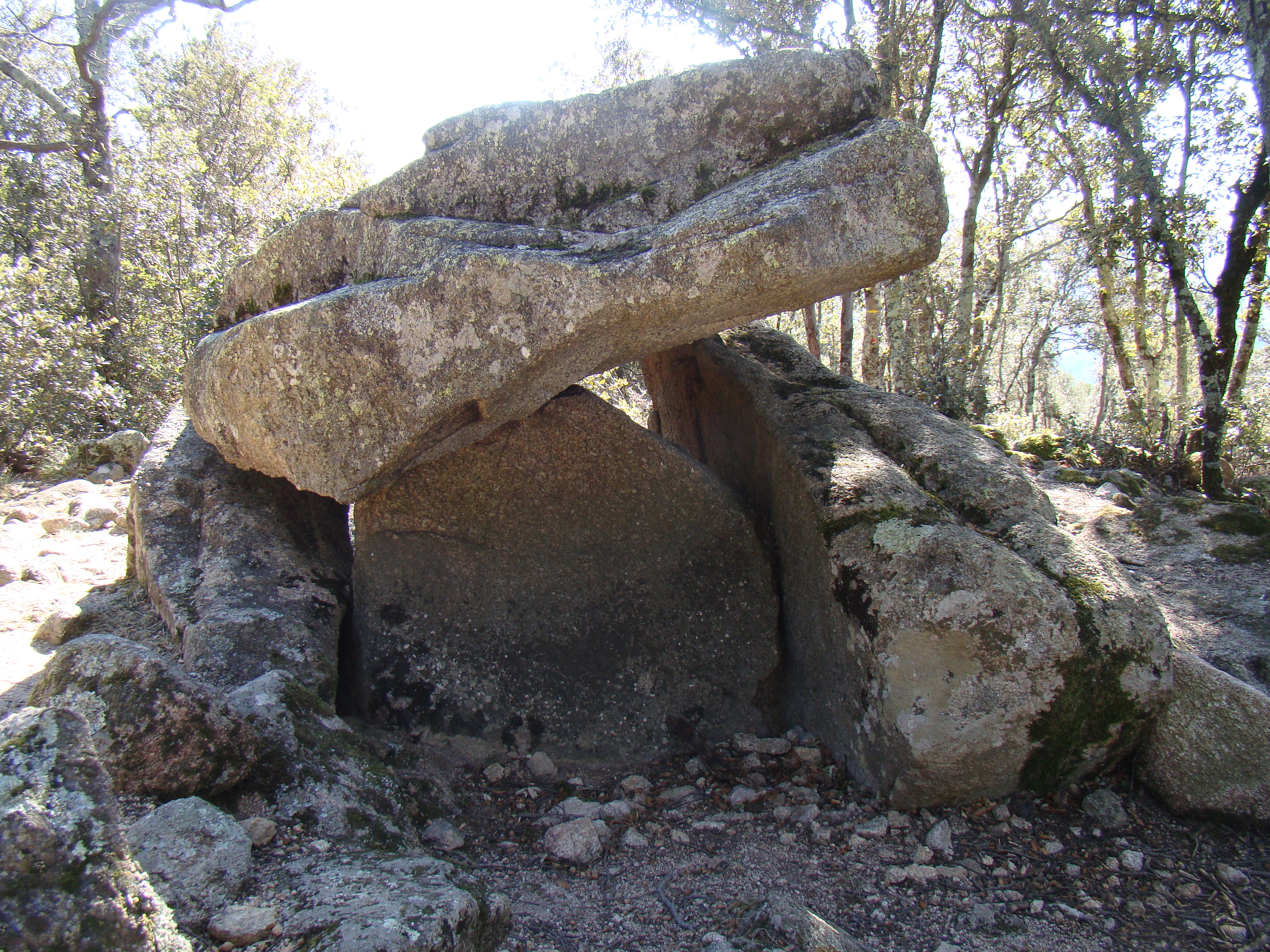
La dalle de chevet.
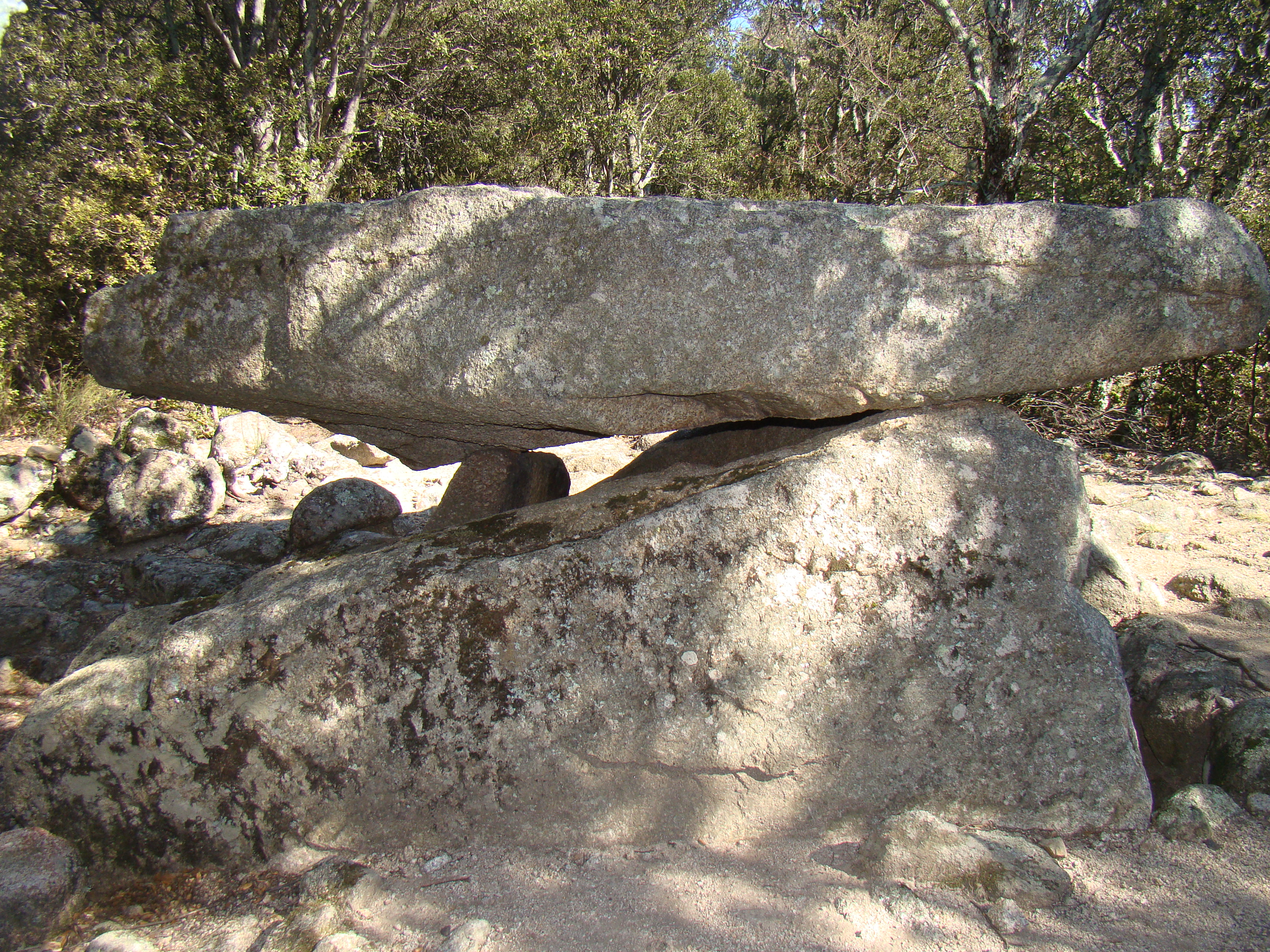
La dalle latérale du sud-ouest.

## Toponymie et légende de Roland

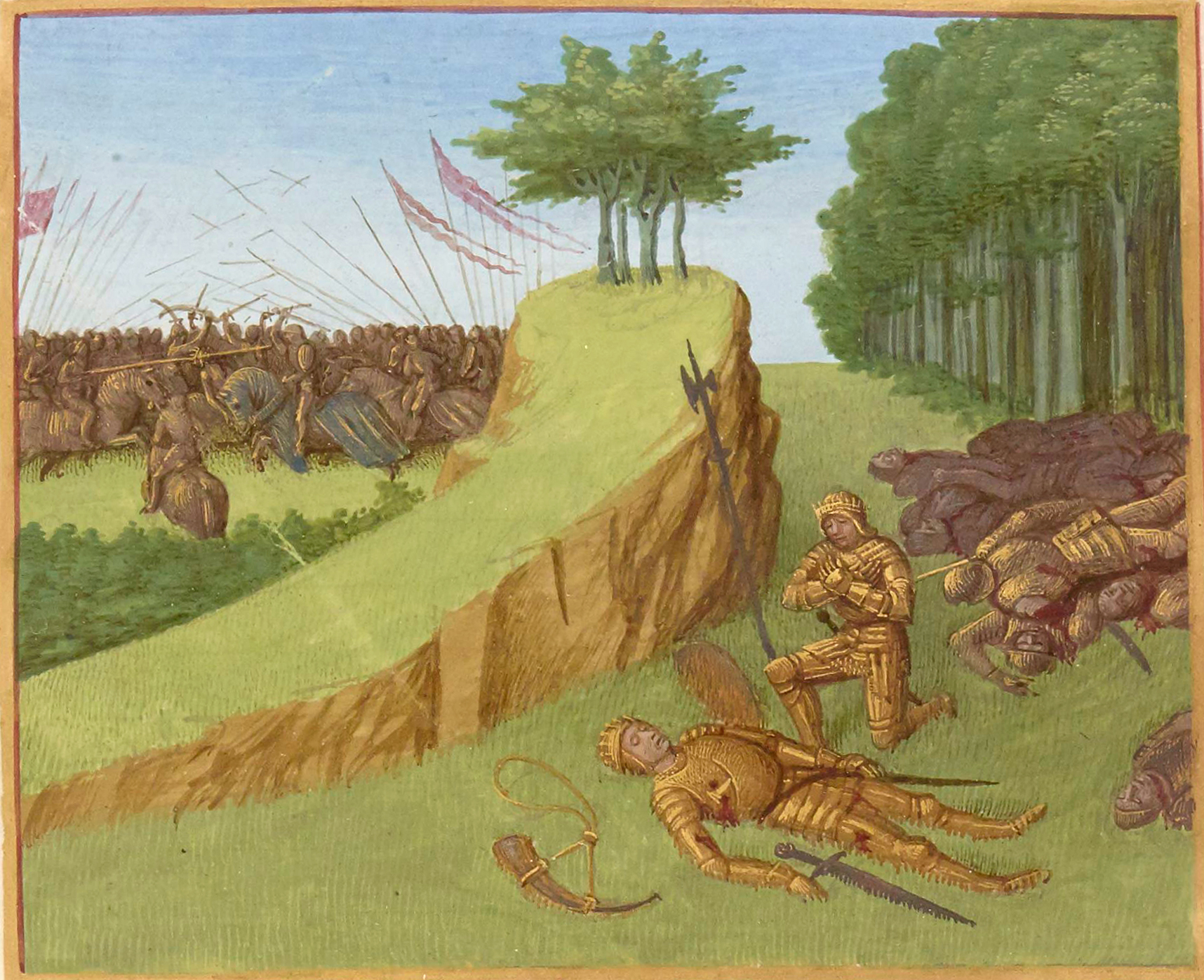
Mort de Roland (Jean Fouquet, XVe siècle).

Le nom catalan du dolmen, qui signifie « le tombeau de Roland », montre que son utilisation en tant que sépulture était connue des habitants de la région. Les mégalithes des Pyrénées-Orientales portent souvent des noms de personnages mythiques comme Roland ou ses ennemis les « Maures ». 
On trouve notamment, à 1 500 m au nord de la Caixa en suivant la ligne de crête, le Palet de Rotllan. Le jeu de palets est un ancien jeu de quilles consistant à faire tomber un objet (souvent un bâton) fiché dans le sol en lançant un palet. Selon la légende, Roland utilisait d'énormes rochers en guise de palets afin de détruire les châteaux du Vallespir.
Plus au nord, l'abeurador del cavall de Rotllan (« abreuvoir du cheval de Roland ») est un bassin où le chevalier aurait fait boire son cheval Veillantif. La Cova d'en Rotllan (« grotte de Roland ») est un autre dolmen, situé sur la commune voisine de Corsavy, où Roland aurait eu l'habitude de se reposer.
Selon la Chanson de Roland, les corps de Roland, de son compagnon Olivier et de Turpin, tués à la bataille de Roncevaux, ont été transportés par Charlemagne et inhumés dans la basilique Saint-Romain, à Blaye (actuelle Gironde), au nord de Bordeaux. Mais une autre légende rapporte que le cheval de Roland a emporté le corps de son maître jusque dans le Vallespir, à l'endroit où il avait l'habitude de jouer au palet, près duquel un tombeau lui fut élevé : la Caixa de Rotllan. Plusieurs toponymes de la région font d'ailleurs référence aux empreintes des sabots de ce cheval fantastique.

## Historique

### Histoire du dolmen
Le dolmen de la Caixa de Rotllan a été construit au chalcolithique ou au début de l'âge du bronze, durant la seconde moitié du IIIe millénaire av. J.-C.
Il est utilisé depuis le Moyen Âge comme borne marquant la séparation des territoires des paroisses d'Arles et de Montbolo. La limite actuelle de ces deux communes passe tout près du dolmen.

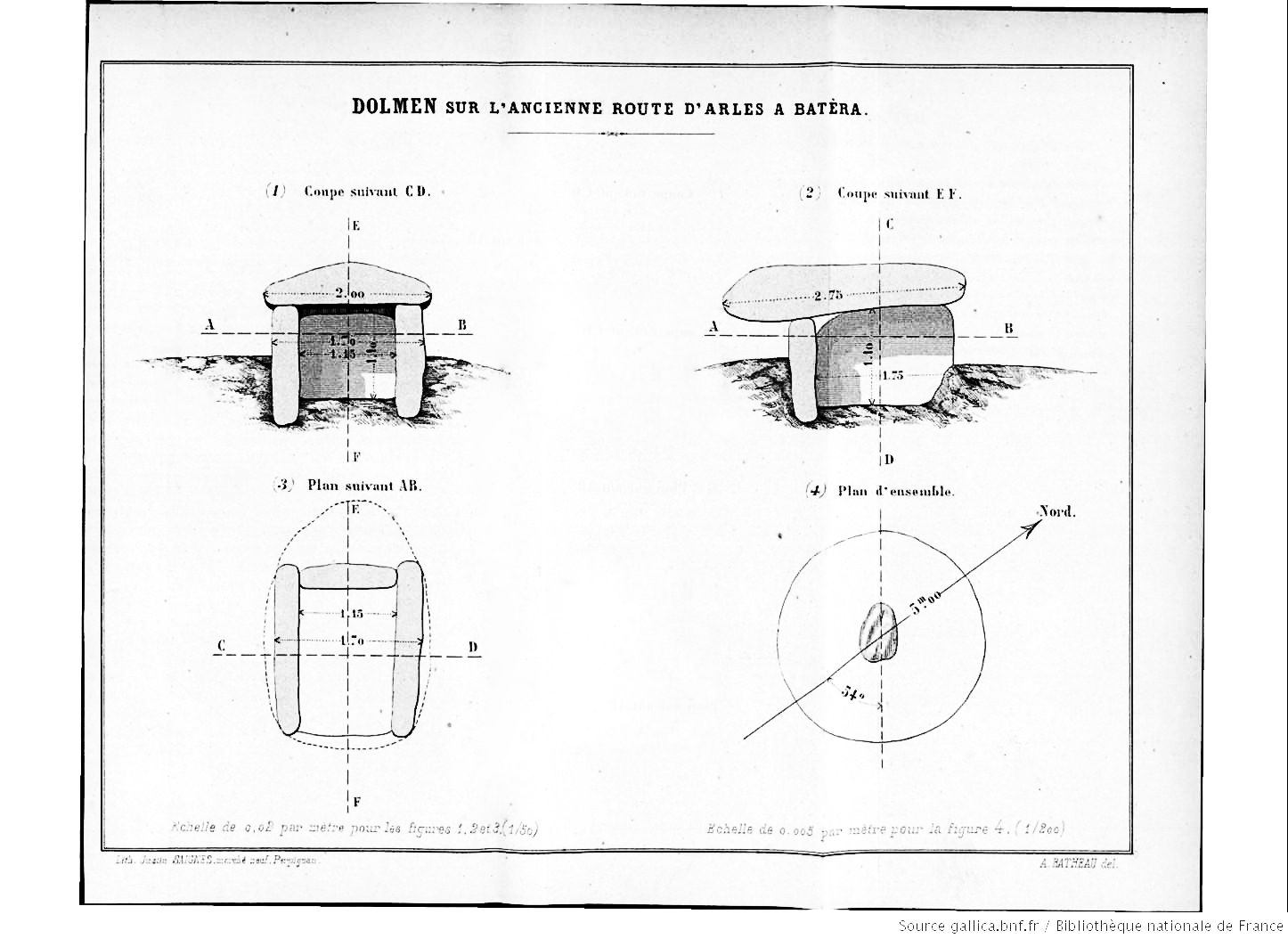
« Dolmen sur l'ancienne route d'Arles à Batera », planche publiée dans. On peut remarquer que les dalles sont plus régulières que dans la réalité.

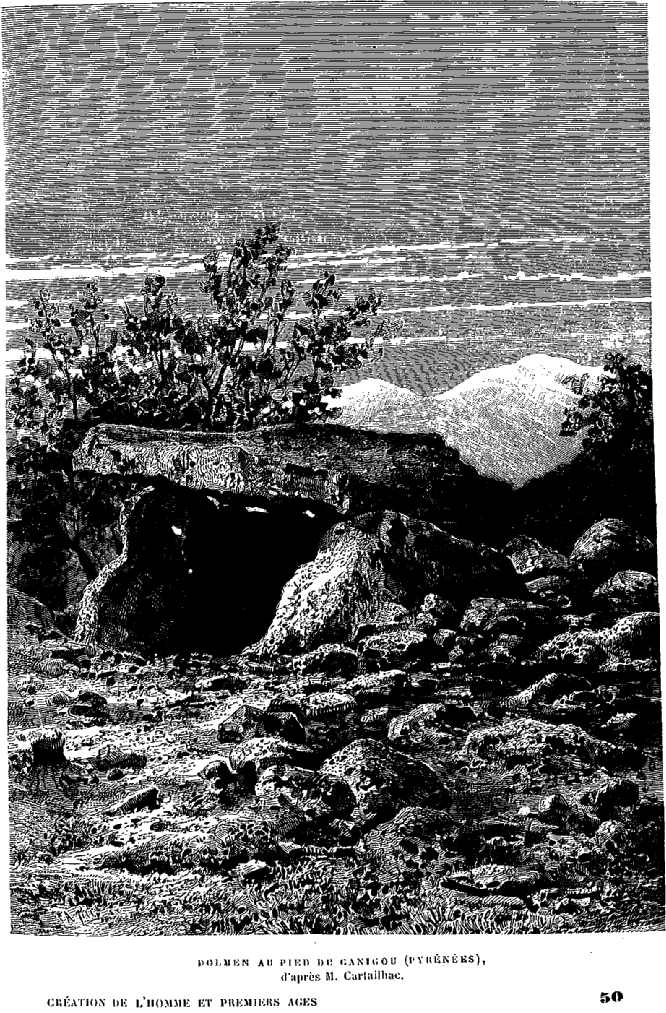
« Dolmen au pied du Canigou », gravure parue dans La création de l'Homme et premiers âges en 1887.

Il est classé à l'inventaire des monuments historiques en 1889.

### Études historiques et archéologiques
La première publication sur ce dolmen date de 1837, un article intitulé « Monument druidique (entre Arles et Batère) », de Jean-Baptiste Renard de Saint-Malo. Mais Renard de Saint-Malo confond la Caixa avec le palet de Roland. dans son Histoire naturelle du département des Pyrénées-Orientales (1861), Louis Companyo précise que le palet n'est pas un dolmen et met en garde le lecteur contre la confusion fréquente entre les dolmens et certains amas naturels de roches qui peuvent leur ressembler,. 
La première description scientifique de la Caixa est due à Alexandre-Félix Ratheau en 1866, dans une « Note sur un monument celtique du département », parue dans le Bulletin de la Société agricole, scientifique et littéraire des Pyrénées-Orientales. À cette époque, les dolmens sont attribués aux Celtes (de même pour Renard de Saint-Malo, qui le qualifie comme « druidique »). Dans cet ouvrage, Ratheau, officier du génie et auteur d'ouvrages sur l'architecture militaire, donne les dimensions du dolmen, son orientation et réalise un plan du site et trois plans de coupe. Il signale que le palet est en fait constitué de meules de granite abandonnées et précise la correction de Companyo. En effet, le texte de Companyo pouvait laisser penser qu'il n'existait pas de dolmen nommé Caixa de Rotllan. En 1887, une gravure du dolmen, réalisée d'après une photographie, est publiée dans La création de l'Homme et premiers âges, d'Henri Raison du Cleuziou. 
Aucune fouille scientifique approfondie du dolmen n'a encore été menée.

### Publications touristiques
Le dolmen est mentionné dès le XIXe siècle dans plusieurs guides touristiques de la France
et en Angleterre.
Au XIXe siècle, il est nommé sous une forme francisée, Caxa de Roland,.

#### Ouvrages récents
- Jean Abélanet, Lieux et légendes du Roussillon et des Pyrénées catalanes, Canet, Trabucaire, coll. « Mémoires de pierres, souvenirs d'hommes », 2008, 189 p. (ISBN 978-2-84974-079-8)
- Jean Abélanet, Itinéraires mégalithiques : dolmens et rites funéraires en Roussillon et Pyrénées nord-catalanes, Canet, Trabucaire, 2011, 350 p. (ISBN 9782849741245)
- (ca) Enric Carreras Vigorós et Josep Tarrús Galter, « 181 anys de recerca megalítica a la Catalunya Nord (1832-2012) », Annals de l'Institut d'Estudis Gironins, no 54,‎ 2013, p. 31-184 (lire en ligne)

#### Ouvrages anciens
- Jean-Baptiste Renard de Saint-Malo, « Monument druidique (entre Arles et Batère) », Le Publicateur des Pyrénées-Orientales, vol. 46,‎ 1837
- Louis Companyo, Histoire naturelle du département des Pyrénées-Orientales, t. 1, Perpignan, Imprimerie de J.-B. Alzine, 1861 (lire en ligne)
- Alexandre-Félix Ratheau, « Note sur un monument celtique du département », Bulletin de la Société agricole, scientifique et littéraire des Pyrénées-Orientales, vol. 14,‎ 1866, p. 168-173 (lire en ligne)
- Henri Raison Du Cleuziou, La création de l'homme et les premiers âges de l'humanité, Paris, C. Marpon et E. Flammarion, 1887, 840 p. (lire en ligne)